# 90 Church Street
Het 90 Church Street of de U.S. Post Office is een neoclassicistisch bouwwerk in de Amerikaanse stad New York uit 1935, met veel invloeden van art deco. Het bouwwerk is sinds de ingebruikname eigendom van de overheid van de Verenigde Staten als postgebouw voor de United States Postal Service.

## Omschrijving

### Bouw en ontwerp
Het U.S. Post Office Building werd getekend door architectenbureau Pennington, Lewis & Mills en werd waarschijnlijk opgeleverd tussen 1934 en 1935.
Het 90 Church Street ligt aan de kruising van de straten Church Street en Vesey Street en is in het noorden van de wijk World Trade Center gesitueerd. De stijl van het gebouw lijkt toe als een kruisbestuiving van de stromingen neoclassicisme en art deco, die gangbaar waren voor de periode jaren 20–30 van de 20e eeuw.
Het gebouw bestaat uit twee torens en façades vervaardigd uit kalksteen. Het 90 Church Street, naar het adres aan Church Street, werd door architecten reeds kritisch omschreven als "een saaie kalkstenen monoliet die moeite heeft om te kiezen tussen een erfenis van voorbijgestreefde neoklassiek en herademende art deco".

### Terroristische aanslagen op 11 september 2001
Bij de terroristische aanslagen op 11 september 2001 was het 90 Church Street mee onderhevig aan de instorting van 7 World Trade Center, lokaal in de late namiddag (23:20 uur Midden-Europese Tijd). Het 7 World Trade Center was het aanpalende gebouw ten westen van het postgebouw.
De schade aan het gebouw bleef echter minimaal. Dit staat in een vaak schril contrast met enkele andere beroemde gebouwen in de omgeving zoals het Verizon Building, wat ongeveer een tijdgenoot is van het 90 Church Street.